# Richard Holmes
Richard Arnold (Groove) Holmes (Camden, 2 mei 1931 – Saint Louis, 29 juni 1991) was een Amerikaanse jazzorganist van de hardbop en de souljazz.

## Carrière
Richard Holmes verscheen tijdens de vroege jaren 1960 in het jazzcircuit. Zijn eerste album nam hij op voor Pacific Jazz Records in maart 1961 met de gastsolist Ben Webster. Hij deed direct van zich spreken met zijn onnavolgbare stijl. Hij was een gevoelige, rechtlijnige en warme speler en was rondom Philadelphia en zuidelijk New Jersey plaatselijk succesvol, totdat hij met een contract bij Pacific Jazz Records in de gehele Verenigde Staten opzien baarde. Enkele als single uitgegeven opnamen zoals Misty van Erroll Garner waren zeer succesvol.
Zijn sound was in het bovenste stembereik direct herkenbaar, ook vanwege de creatieve mix van zijn baslijnen, die snel, geaccentueerd en ritmisch pulserend waren. Hij wisselde bekwaam van de hardste blues naar gevoelige balladen, was soulful en groovy.
Hij nam meerdere albums op in trio met gastsolisten, zoals Joe Pass of met bigbands. Ofschoon hij een eerder korte tijdspanne ter beschikking had, telt hij als een van de sterren onder de opmerkelijke jazzorganisten Jimmy Smith, Jimmy McGriff en Brother Jack McDuff. Hij nam veel albums op voor Pacific Jazz Records, Prestige Records, Groove Merchant en Muse Records.
In het bijzonder bij de Afro-Amerikaanse bevolking was hij geliefd. Met de organist Jimmy McGriff leverde hij zich orgel-gevechten en hij maakte met hem als duo succesvolle als single verschenen opnamen. Begin jaren 1970 concentreerde hij zich meer op de keyboards en meer op fusion-georiënteerde muziek. Het orgel raakte weer tijdens de jaren 1980 bij zijn opnamen voor Muse Records in het middelpunt. Tot aan zijn overlijden in 1991 leverde hij verder subtiele souljazz met Houston Person voor Muse Records.
Een van zijn laatste concerten gaf hij in 1991 tijdens het Chicago Blues Festival met zijn vriend, de zanger Jimmy Witherspoon, waarmee hij jarenlang had samen gewerkt.

## Overlijden
Richard Holmes overleed in juni 1991 op 60-jarige leeftijd.

## Discografie
- 1961: After Hours (Pacific Jazz Records
- 1961: Groovin' With Jug (Pacific Jazz Records)
- ????: Live at the Front Room (Prestige Records)
- 1965: Soul Message (Prestige Records)
- 1966: Spicy
- 1967: Super Soul
- 1968: That Healin' Feelin′
- 1973: Night Glider
- 1974: New Groove
- 1980: Broadway
- 1984: Swedish Lullaby
- 1988: Blues All Day Long
- 1989: Hot Tat
- 1991: Groove’s Groove

- Biblioteca Nacional de España: XX1061706
- Bibliothèque nationale de France: cb13931856t (data)
- Gemeinsame Normdatei: 134764374
- International Standard Name Identifier: 0000 0000 5921 8638
- Library of Congress Control Number: n89659001
- MusicBrainz: 726cfe69-c905-4161-a10c-accb13d9ec26
- Nationale Bibliotheek van Tsjechië: xx0026564
- Nationale Bibliotheek van Israël: 987007404106305171
- Nederlandse Thesaurus van Auteursnamen: 097955930
- SNAC: w6rz92n2
- Système universitaire de documentation: 084289074
- Virtual International Authority File: 2659744
- WorldCat: E39PBJpjcpjDTbp67XFtQxVKVC